# Timaios von Tauromenion
Timaios von Tauromenion (altgriechisch Τίμαιος Tímaios; * ca. 345 v. Chr. in Tauromenion, Sizilien; † ca. 250 v. Chr. auf Sizilien) war ein antiker griechischer Geschichtsschreiber. 

## Kindheit und Verbannung nach Athen
Timaios wurde als Sohn des Hegemon Andromachos in Tauromenion, dem heutigen Taormina, geboren. Sein Vater war ein Parteigänger Timoleons, der ab 345 v. Chr. Syrakus nacheinander von der Herrschaft sowohl des Tyrannenaspiranten Hiketas (der von den Karthagern unterstützt wurde) als auch Dionysios II. (der einflussreiche Kreise der Oligarchie hinter sich wusste) befreit und eine moderate oligarchische Herrschaft eingerichtet hatte. Seine Kindheit verbrachte Timaios unter Timoleons Herrschaft, die nach den vorangegangenen Kämpfen der Parteien um die Herrschaft eine längere Friedensperiode und eine Neu-Kolonisation Siziliens durch Griechen aus allen Teilen der damaligen Welt mit sich brachte. Timoleon starb jedoch im Jahr 337 v. Chr., was die Frage seiner Nachfolge aufwarf. Unter dem Vorwand, die Demokratie wieder aufrichten zu wollen, stürzte Agathokles von Syrakus schließlich im Jahr 317 v. Chr. mit einem Söldnerheer die herrschende Oligarchie, ließ nach Angaben von Diodor 4000 seiner (vermuteten oder tatsächlichen) Gegner (vor allem die wichtigsten Angehörigen der Oligarchie und ihre Anhänger) hinrichten und 6000 ins Exil schaffen. Unter diesen war auch Timaios als Angehöriger ebenjener Oligarchie. Er wandte sich nach Athen und studierte bei dem damals bekannten Rhetor Philiskos (einem Schüler des Isokrates). Nach dem griechischen Historiker Polybios lebte er dort für etwas weniger als fünfzig Jahre. Unter der Herrschaft Hierons II. kehrte er schließlich (wohl um 265 v. Chr.) nach Sizilien (vermutlich nach Syrakus) zurück, wo er im hohen Alter von 96 Jahren um 250 v. Chr. auch starb.

## Werk
Während seines Aufenthalts in Athen vollendete er sein großes Geschichtswerk, die Historien (der Originaltitel ist allerdings unsicher), in 38 Bänden. Es war in mehrere ungleich lange Abschnitte unterteilt, welche die Geschichte des alten Italiens und Siziliens, Siziliens selbst, der vielfältigen Beziehungen zwischen Sizilien und Griechenland enthielten, ferner die Geschichte der Städte und Könige Syriens und des Lebens des Agathokles und des Pyrrhos I., König von Epirus. Der Text selbst ist nicht überliefert, die erwähnten Informationen über Inhalt und Aufbau stammen aus der byzantinischen Suda, außerdem haben wir über einige Zitate späterer Autoren ein wenig Einblick in einige Inhalte des Werks (vgl. unten). Die sonstigen ihm zugeschriebenen Aufzeichnungen (etwa die Liste Die Sieger von Olympia) stellten vermutlich Anhänge zu diesem Hauptwerk dar.

## Rezeption
Timaios wurde von anderen antiken Geschichtsschreibern, besonders von Polybios, teils äußerst scharf attackiert. Vor allem warf Polybios dem Timaios dessen angebliche Angewohnheit vor, auch kleinste Fehler im Werk anderer Historiker schonungslos aufzudecken, gleichzeitig aber selbst einen schlechten Stil (etwa schlechte Reden, also schlechte Charakterisierung der handelnden Personen) zu pflegen und geringe praktische Kenntnisse etwa auf dem Gebiet der Politik und Kriegsführung zu haben. Dieser Vorwurf brachte ihm auch den Spitznamen Epitimaios (Fehler-Finder) ein. Auch lasse er es an der notwendigen Recherche (Befragung von Zeitzeugen, Besichtigung der beschriebenen Orte und Kritik der Ergebnisse) fehlen und sei eher ein „Schreibstuben-Historiker“, der zwar aufwändiges Quellenstudium betreibe, aber keine eigene politische Erfahrung habe. Der schwerste Vorwurf gegen Timaios jedoch war, dass dieser mutwillig die Wahrheit verdrehe, wenn er durch persönliche Ansichten beeinflusst werde. Daher sei er den Syrakuser Tyrannen Dionysios II. und Agathokles gegenüber äußerst ungerecht, während er auf Timoleon Loblieder singe.
Auf der anderen Seite musste selbst Polybios zugeben, dass Timaios alle verfügbaren Quellen und Aufzeichnungen konsultierte. Auch muss man dazu anmerken, dass Polybios die Beschäftigung mit Timaios im (gesamten) 12. Buch seiner Historien dazu dient, exemplarisch darzustellen, wie ein „guter“ Historiker (nämlich Polybios selbst) bei der Erarbeitung und Darstellung seiner Inhalte vorgehe – wobei Timaios in diesem Fall als negatives Gegenbeispiel herhalten muss. Ob Polybios dabei nicht auch ein wenig übertrieben hat, lässt sich nicht gesichert feststellen: Wir kennen das Werk des Timaios wie erwähnt lediglich aus Zitaten bei späteren Autoren (vor allem eben Polybios selbst) bzw. Enzyklopädien (Suda). Timaios war jedoch trotz des negativen Bilds, das Polybios zeichnete, offenbar eine der wichtigsten Quellen für Pompeius Trogus, Diodor und auch Plutarch (z. B. in dessen Leben des Timoleon), über deren Werke viele weitere Zitate überliefert sind. Sowohl Dionysios von Halikarnassos als auch Pseudo-Longinus beschrieben ihn zwar auch als ein Paradebeispiel der Kaltherzigkeit, Letzterer gestand ihm aber immerhin zu, dass er in anderer Hinsicht ein kompetenter Schriftsteller sei.
Cicero, der ein eifriger Leser des Timaios war, hatte eine weitaus positivere Meinung über ihn. Besonders hob er die angebliche Reichhaltigkeit des Inhalts und die Vielfalt seines Ausdruckes hervor.
Von Bedeutung ist die Tatsache, dass Timaios in seinem Geschichtswerk der Chronologie große Aufmerksamkeit gewidmet und das System der Zählung in Olympiaden einführte, in das er die Systeme der attischen Zählung nach Archonten, der spartanischen Zählung nach Ephoren und das System der Zählung nach Priesterinnen in Argos vergleichend eingebettet hat. Dieses chronologische System fand später, obgleich es nicht im alltäglichen Leben benutzt wurde, allgemein bei den antiken griechischen Geschichtsschreibern Verwendung und ist für den modernen Historiker von großer Bedeutung bezüglich der Einordnung der Ereignisse.
Fragmente aus dem Werk des Timaios überliefern Polybios, Diodor und Cicero.

## Textausgaben und Übersetzungen
- Die Fragmente der griechischen Historiker. Nr. 566
- Die Fragmente der Historiker Ephoros von Kyme und Timaios von Tauromenion. Übersetzt von Barbara Gauger, Jörg-Dieter Gauger. Bibliothek der griechischen Literatur. Bd. 77. Anton Hiersemann Verlag, Stuttgart 2015, ISBN 978-3-7772-1506-8.